# 구로 셰이딩
구로 셰이딩(Gouraud shading, /ɡuːˈroʊ/) 또는 고러드 셰이딩은 앙리 구로의 이름에서 기원한 것으로, 컴퓨터 그래픽스에서 폴리곤 메시로 표현되는 표면의 연속 셰이딩을 생성하는 데 사용되는 보간 방법이다. 실제로 구로 셰이딩은 각 삼각형 모서리의 조명을 계산하고 삼각형으로 덮힌 각 픽셀의 결과 색상을 선형 보간하여 트라이앵글 메시에서 연속 조명을 달성하는 데 가장 자주 사용된다. 구로는 1971년에 처음으로 이 기술을 발표했다. 그러나 우수한 셰이딩 모델에 대한 향상된 하드웨어 지원으로 인해 구로 셰이딩은 현대 렌더링에서 거의 쓸모가 없게 되었다.

## 같이 보기
- 퐁 셰이딩